# Solenostomus paradoxus
Espèce
Solenostomus paradoxus est une espèce de poissons de la famille des Solenostomidae. 

## Distribution
Solenostomus paradoxus vit dans le bassin Indo-Pacifique : sa présence est attestée depuis la mer Rouge et les côtes orientales d'Afrique jusqu'aux côtes du nord de l'Australie, de Nouvelle-Calédonie et du sud du Japon. Il habite à proximité des bordures de récifs, là où les courants sont forts, à des profondeurs comprises entre 4 et 35 m. 

## Description

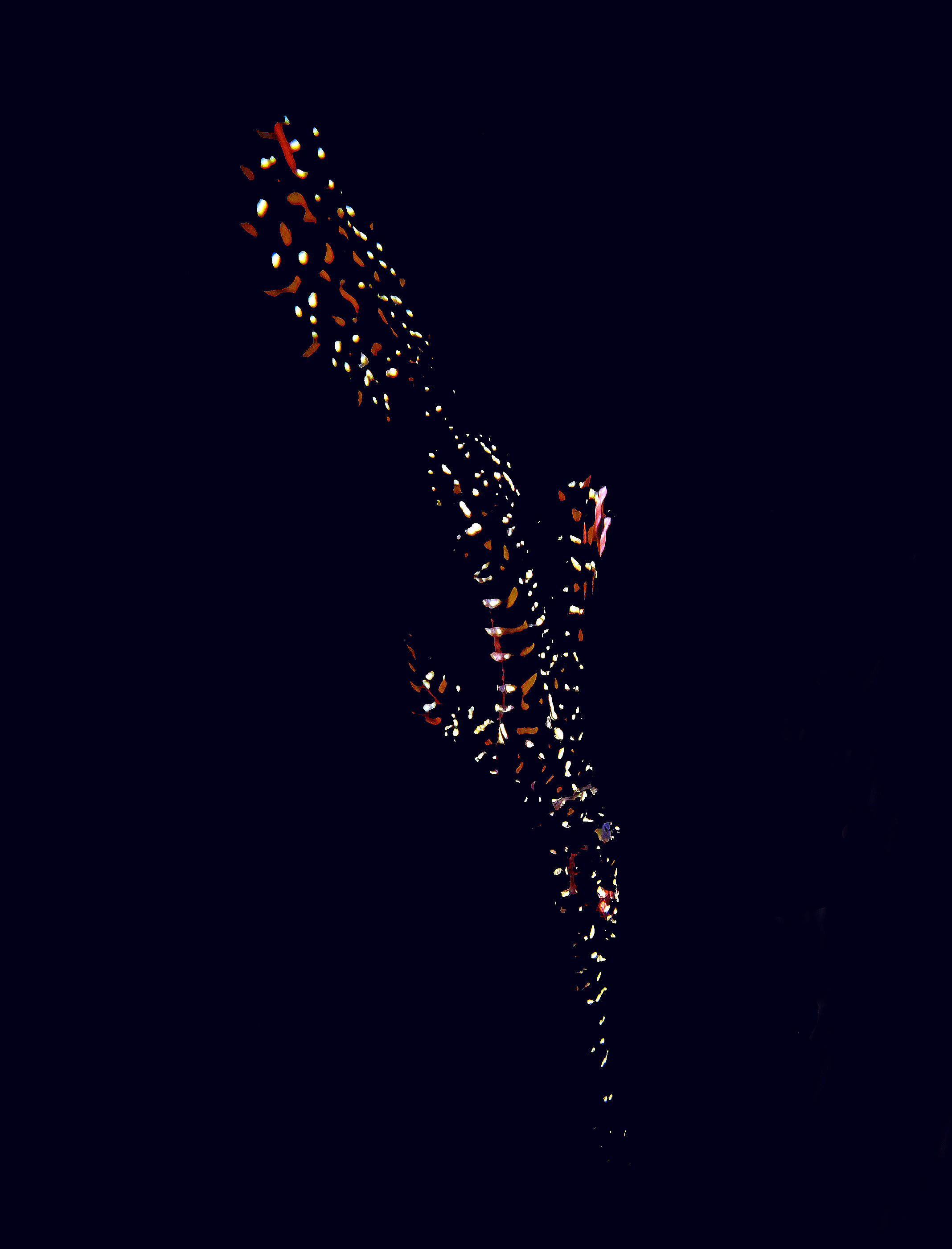
L'apparence fantomatique du poisson lui donne le nom anglais de en.

Le nom de l'espèce vient du grec paradoxos (ou « παράδοξος ») et renvoie à l'apparence inhabituelle du poisson : sa coloration varie du rouge-jaune au noir, la coloration générale est une alternance de rayures et de taches. Il est presque transparent et bien que relativement répandu, son camouflage le rend difficile à trouver. Il atteint 12 cm de long. 

## Comportement
Son régime alimentaire se compose principalement de crustacés appartenant au sous-ordre Mysida et de crevettes benthiques. La femelle porte les œufs dans ses nageoires pelviennes qui se transforment en poche incubatrice. 

## Conservation
Le statut de conservation de l'espèce n'a pas été évalué par L'Union internationale pour la conservation de la nature.

## Galerie

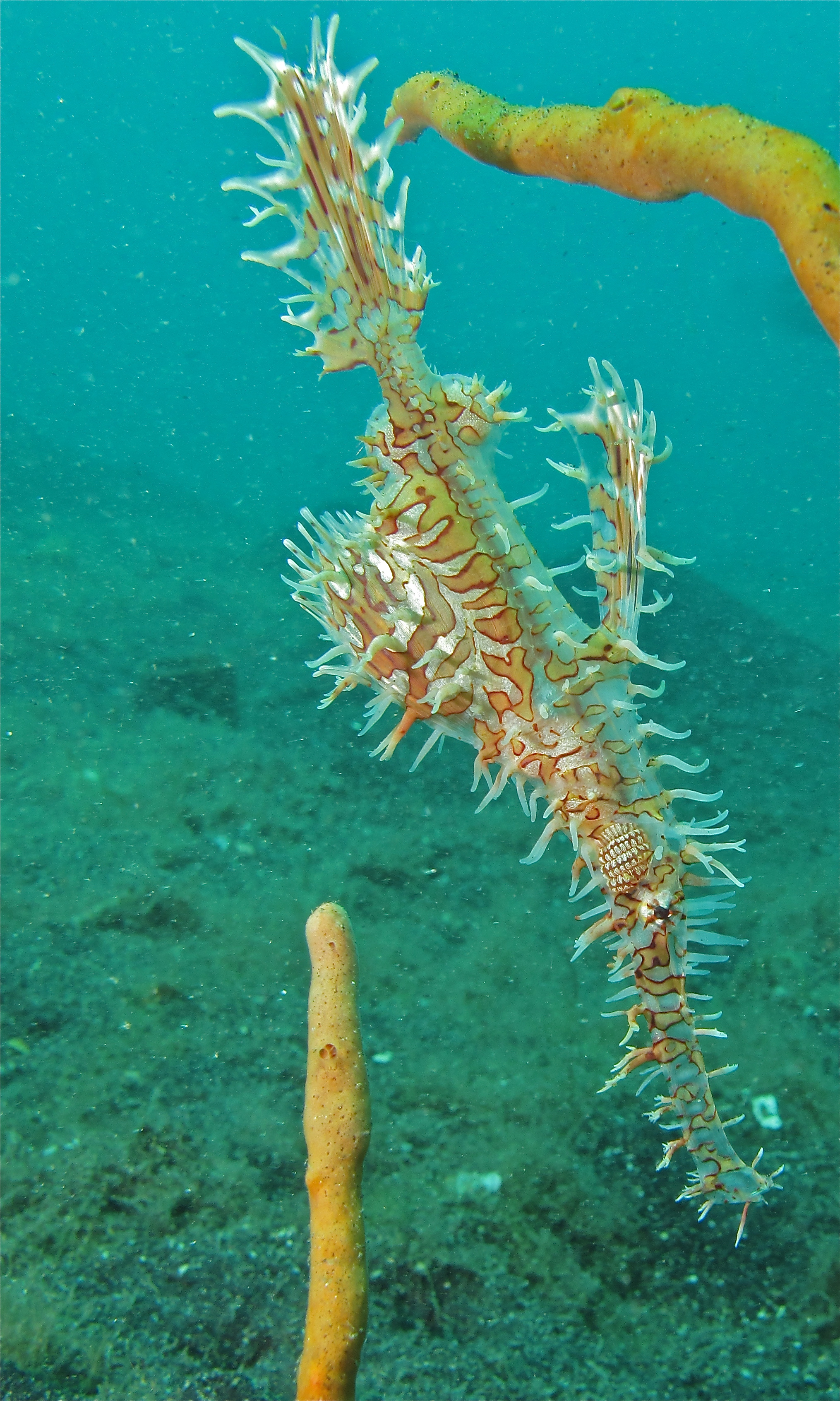
Sulawesi, Indonésie
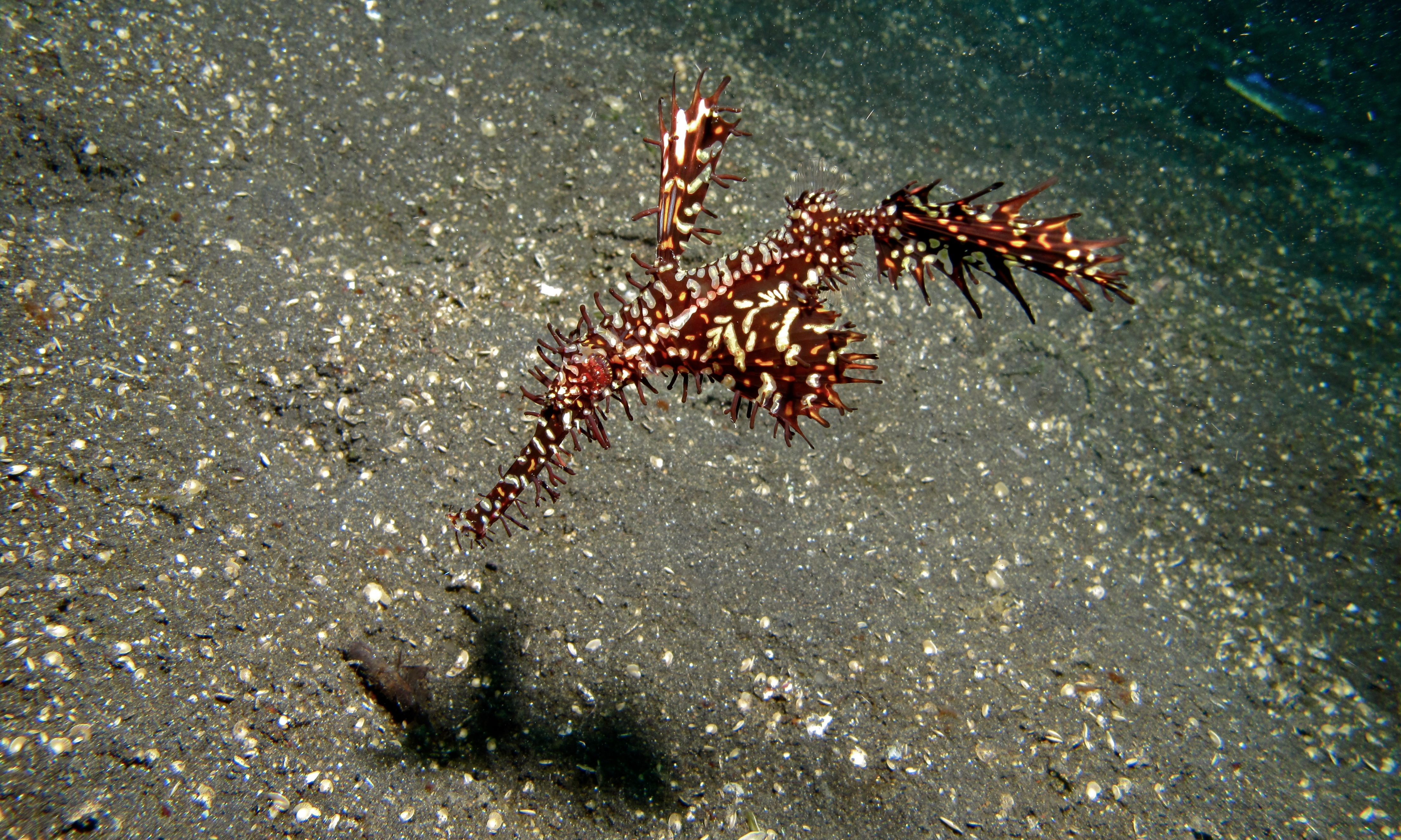
Sulawesi, Indonésie
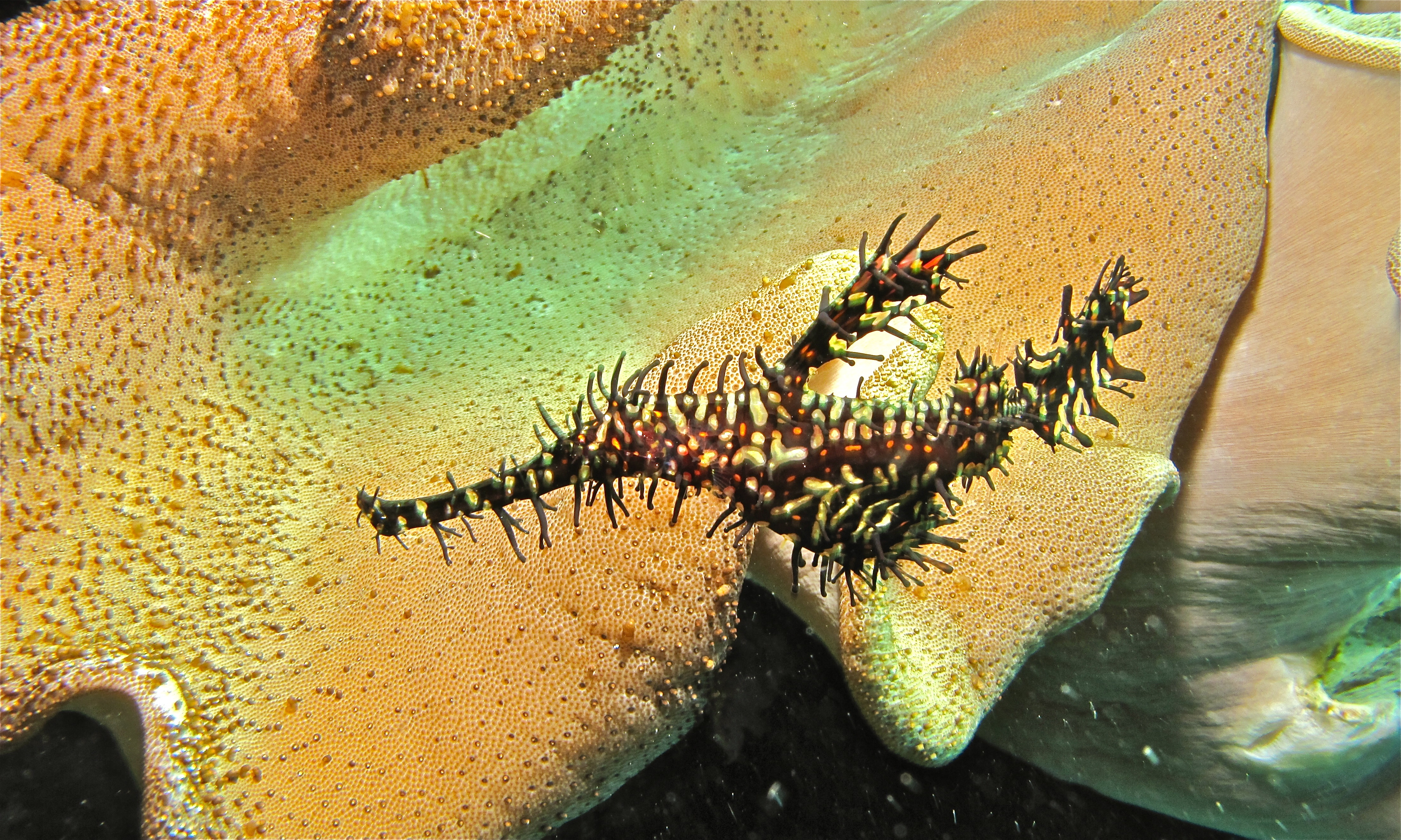
Sulawesi, Indonésie
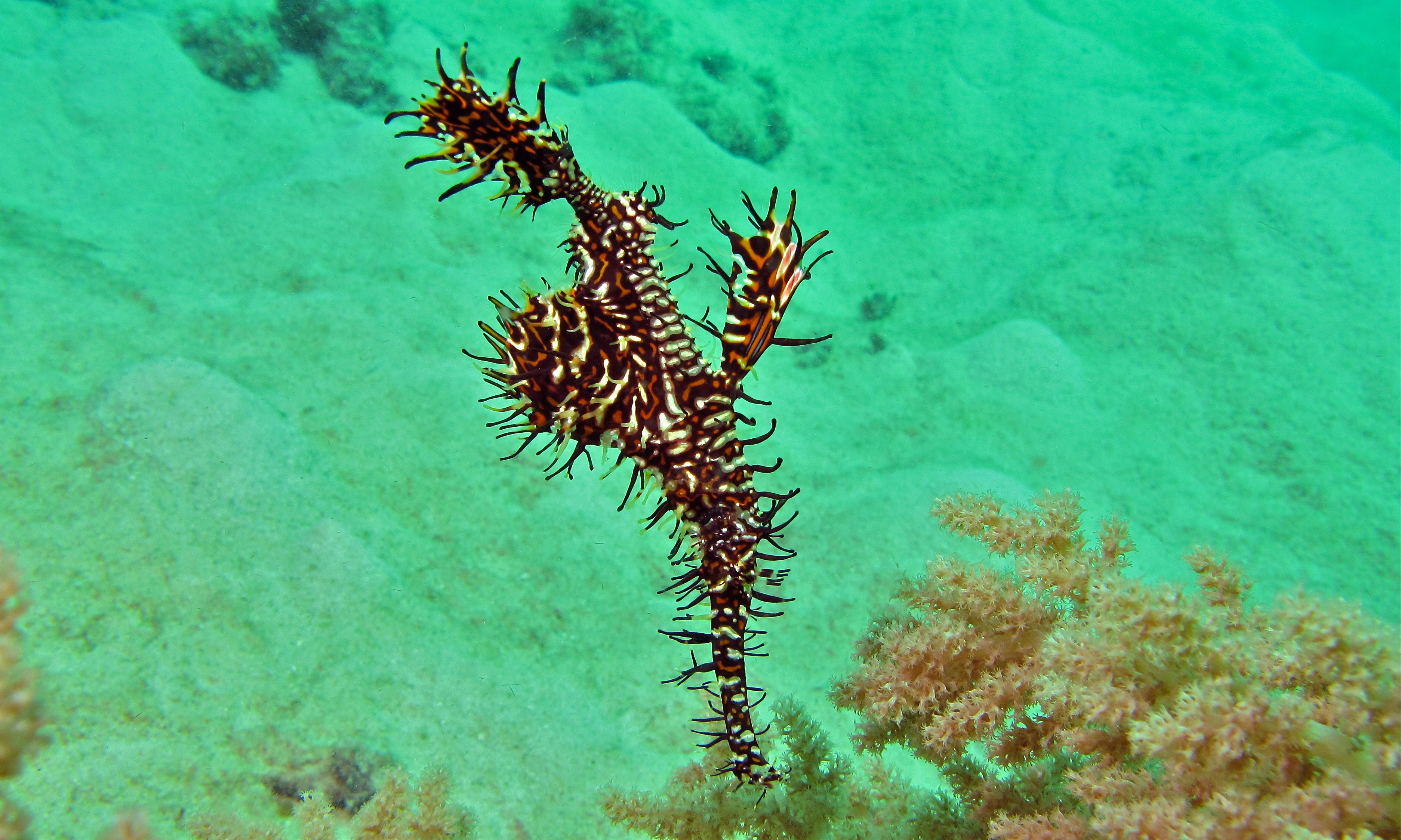
Sabah, Malaisie